# Grieben (Mecklenburg)
Grieben ist die kleinste Gemeinde im Landkreis Nordwestmecklenburg in Mecklenburg-Vorpommern (Deutschland). Sie wird vom Amt Schönberger Land mit Sitz in der Stadt Schönberg verwaltet.

## Geografie
Die Gemeinde Grieben liegt zwischen den Städten Grevesmühlen und Schönberg in einem hügeligen Gebiet, das von den Flüssen Maurine, Radegast und Stepenitz begrenzt wird.
Umgeben wird Grieben von den Nachbargemeinden Stepenitztal im Norden und Osten, Rehna im Süden, Roduchelstorf im Südwesten sowie Menzendorf im Westen.
Zu Grieben gehört der Ortsteil Zehmen.

## Geschichte
Das 1237 erstmals genannte Dorf ist slawischen Ursprungs und wurde als breites Angerdorf mit zwei parallelen Dorfstraßen angelegt. Die großen Bauernhäuser sind gut erhalten – das gesamte Dorfensemble steht heute unter Denkmalschutz.

## Politik

### Gemeindevertretung und Bürgermeister
Der Gemeinderat besteht (inkl. Bürgermeister) aus 6 Mitgliedern. Die Wahl zum Gemeinderat am 26. Mai 2019 hatte folgende Ergebnisse:
| Partei/Bewerber                   | Prozent | Sitze |
| --------------------------------- | ------- | ----- |
| Wählergemeinschaft Grieben-Zehmen | 100,00  | 6     |

Bürgermeister der Gemeinde ist Frank Lenschow, er wurde mit 74,36 % der Stimmen gewählt.

### Wappen, Flagge, Dienstsiegel
Die Gemeinde verfügt über kein amtlich genehmigtes Hoheitszeichen, weder Wappen noch Flagge. Als Dienstsiegel wird das kleine Landessiegel mit dem Wappenbild des Landesteils Mecklenburg geführt. Es zeigt einen hersehenden Stierkopf mit abgerissenem Halsfell und Krone und der Umschrift „GEMEINDE GRIEBEN • LANDKREIS NORDWESTMECKLENBURG“.

## Wirtschaft und Infrastruktur
Die Landwirtschaft spielt die Hauptrolle in diesem sehr gute Böden aufweisenden Gebiet. Die DB Netz AG hat in Grieben eine Niederlassung.

## Verkehrsanbindung

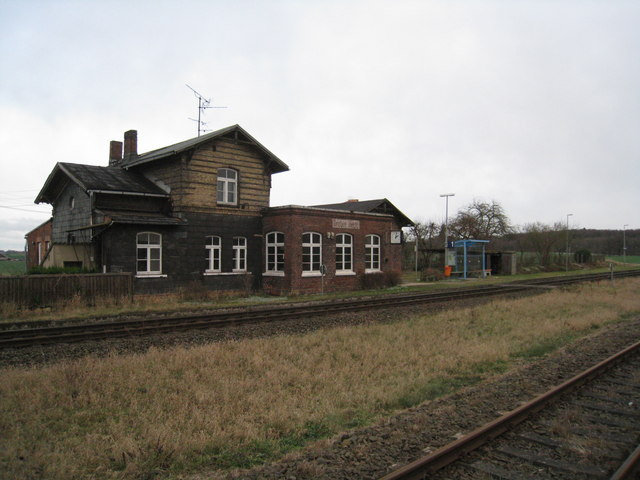
Bahnstation Grieben (Meckl)

Die A 20 (Lübeck–Wismar) führt zwischen Grieben und dem Ortsteil Zehmen hindurch, die nächste Auffahrt (Schönberg) befindet sich 6 km westlich der Gemeinde. Der Bahnhof Grieben liegt an der Bahnstrecke Lübeck–Bad Kleinen.

## Persönlichkeiten
- Ludwig Benick (1874–1951), Entomologe

## Belege
1. ↑  Statistisches Amt M-V – Bevölkerungsstand der Kreise, Ämter und Gemeinden 2023 (XLS-Datei) (Amtliche Einwohnerzahlen in Fortschreibung des Zensus 2011) (Hilfe dazu).
2. ↑  Zweckverband Kommunale Datenverarbeitung Oldenburg(ZKO)
3. ↑  Zweckverband Kommunale Datenverarbeitung Oldenburg(ZKO)
4. ↑  Hauptsatzung § 1 Abs.2